# Pithys albifrons
Il pigliaformiche facciabianca (Pithys albifrons (Linnaeus, 1766)) è un uccello passeriforme della famiglia Thamnophilidae.

## Descrizione
Si contraddistingue dal piumaggio color rosso-marrone, ali nere e testa bianca con una maschera color bianco acceso.

## Distribuzione e habitat
Vive in Brasile, Colombia, Venezuela, Ecuador, Perù, Guyana francese, Guyana, Suriname.
Il suo habitat naturale sono le foreste umide tropicali.